# Philipp Christoph Graf
Philipp Christoph Graf (* 1737 in Augsburg; † 13. Januar 1773 ebenda) war ein deutscher Theologe.

## Leben
Philipp Christoph Graf studierte Theologie und Philologie an der Universität Erlangen. Durch die Verteidigung der Abhandlung Dissertatio de intercessione Spiritus Sancti (Erlangen 1760) erwarb er die theologische Doktorwürde. Danach wurde er Diakon an der Jakobskirche in Augsburg und später auch Lehrer am dortigen Gymnasium.
Als theologischer Schriftsteller zeigte Graf durch eine Reihe von Gelegenheitspredigten und durch seinen gut geschriebenen und fasslichen Unterricht von den symbolischen Büchern für seine Katechumenen (Augsburg 1770) seine Befähigung zum Prediger und Religionslehrer. Größeres Verdienst erwarb er sich aber durch seine Bemühungen, die Darstellung der Regeln der deutschen Sprache, der er viel Aufmerksamkeit widmete, zu vereinfachen und einzelne von ihnen näher zu erörtern. Dies zeigen seine Kurze und zusammenhängende Abhandlung der Lehre von den Perioden (Augsburg 1765) und seine Abhandlung von Erklärungen (Augsburg 1763). Weniger bedeutend ist dagegen sein anonym herausgegebener Versuch einer allgemeinen Sprachlehre, wie solche aus der Unterredung des Herrn A mit einem jungen Herrn von Adel schriftlich aufgesetzt und nun zum Besten der Jugend durch den Druck bekannt gemacht worden von Johann Georg D. (Schwabach 1769). Auch seine Einleitung in die historischen Bücher Sallusts (Isagoge in libros historicos Sallustii, Augsburg 1765), welche die früheren Ansichten gut zusammenstellt, verlor später ihren Wert aufgrund des völlig veränderten Standpunkts, den die philologische Kritik nunmehr einnahm. 